# Ospedale Al Ahli
L'Ospedale Al Ahli, ufficialmente Ospedale arabo Al Ahli (in arabo المستشفى الأهلي العربي‎?) è una struttura ospedaliera situata nella città di Gaza. 
La sua sede si trova nel quartiere Zeitoun nel sud della città ed è gestita dalla Chiesa Episcopale di Gerusalemme. Fondato nel 1882, è uno degli ospedali più antichi della città.

## Storia
L'ospedale è operativo dal 1882 ed è stato fondato dalla Church Mission Society della Chiesa d'Inghilterra. Successivamente, l'ospedale è stato gestito tra il 1954 e il 1982 dalla Missione Medica della Convenzione Battista del Sud. Dal 1980 l'ospedale è gestito dalla Chiesa episcopale di Gerusalemme.
Alle 19:30 del 14 ottobre 2023, il centro diagnostico per il trattamento del cancro dell'ospedale è stato danneggiato, causando il ferimento di quattro membri del personale ospedaliero e il danneggiando di due piani superiori. Tre giorni dopo, la sera del 17 ottobre, si è verificata un'esplosione nel cortile che ospitava migliaia di sfollati a causa del conflitto Gaza-Israele del 2023, causando la morte e il ferimento di un numero imprecisato di persone.